# Костёл Благовещения Пресвятой Девы Марии (Перстунь)
Костёл Благовещения Пресвятой Девы Марии (бел. Касцёл Дабравешчання Найсвяцейшай Дзевы Марыі) — католический храм в деревне Перстунь (Гродненский район).

## История
Греко-католический приход был основан в 1780 году в деревне Перстунь Гродненской управы. Храм был построен на восточной окраине села в 1818 году, и освящён как греко-католическая (униатская) церковь. Храм построен в стиле позднего классицизма из кирпича и оштукатурен.
После 1875 года храм был передан православной церкви, но в июле 1919 года передан католикам и освящён как римско-католический храм Благовещения Пресвятой Девы Марии.
Гитлеровцы сильно повредили костёл при отступлении входе Второй Мировой войны, но он продолжал действовать до 1960-х годов. Позже здание находилось в полуразрушенном состоянии, но верующие собирались здесь уже без ксендза. Костёл был восстановлен в 1990 году. Здание было обследовано экспедицией Музея древнебелорусской культуры в 1970-х годах, но получил статус памятника архитектуры только в 1990-х.

## Архитектура
Церковь представляет собой относительно небольшую базилику, прямоугольную в плане с прямоугольной апсидой, ориентированной на восток. К главному фасаду в духе классицизма пристроен мощный бабинец, над которым возвышается цилиндрическая трехъярусная колокольня. 2-комнатная ризница пристроена к южной стороне апсиды, а ризница с северной стороны больше похожа на нишу, чем на отдельное помещение. К алтарной стене пристроена котельная.
Интерьер, разделенный четырьмя мощными крестообразными колоннами на 3 нефа, перекрыт плоским фальцевым дощатым потолком. За царскими воротами расположена дарохранительница. Сейчас в нишах иконостаса находятся католические иконы: Пресвятое Сердце Иисуса, Дева Мария, св. Стефан. Во втором ярусе слева направо расположены иконы из жизни Иисуса Христа: Рождение Иисуса, Жертвоприношение, Тайная вечеря, Молитва в Елеонском саду и Вознесение. В конце левого нефа находится алтарь св. Анны, правого — Божьего Милосердия. На левом столбе при алтаре расположена фигура Святого Сердца Иисуса, а на правом — фигура Божией Матери, Королевы Польши. Над входом в церковь выступает хоровой балкон с органом.